# Guerras de Bayano
Las Guerras de Bayano o Rebeliones de Bayano fueron conflictos armados de cimarrones en el istmo de Panamá, cuando era dominio de la corona española. La Primera Rebelión de Bayano tuvo lugar entre 1548 y 1558 y fue liderada por Bayano, mientras que la Segunda Rebelión tuvo lugar entre 1579 y 1582. La esclavitud, practicada desde principios del siglo XVI en Panamá, llevó a muchas personas esclavizadas de África a la América española. Esto trajo sucesivos levantamientos de esclavos contra los gobernantes de la época, que fue el origen de las Guerras de Bayano.
Durante la década de los setenta del siglo XVI se destacaban tres comunidades de negros cimarrones en la provincia de Tierra Firme, lideradas por Antón Congo en el Bayano, la de Luis de Mozambique en Portobelo y otra en Cerro Cabra cercana a la ciudad de Panamá.[cita requerida]
Diversos historias dicen de su rebelión de 1552 que comienza desde el barco "negrero" en el camino, o después de su arribo a la actual provincia de Darién, Panamá en la frontera con Colombia. Los esclavos rebeldes, conocidos como cimarrones, instalaron regiones autónomas conocidas como palenques.
Las fuerzas del rey Bayano sumaron entre 400 y 1200 cimarrones, dependiendo de diversas fuentes, e instalaron un palenque conocido como Ronconcholon cerca del actual río Chepo, posteriormente conocido como río Bayano. Lucharon su guerra de guerrilla por más de cinco años mientras que construían su comunidad. Los españoles con el Capitán Carreño a la cabeza, logrando destruir el palenque de bayano llamado Rolcolcholon, y después de un ataque por sorpresa lograron capturar al mismo Bayano, que fue conducido por el Capitán Carreño ante el gobernador Sosa que estaba por ese entonces en Nombre de Dios. El Gobernador conciliatorio perdonó a Bayano sus crímenes y robos, tras lo que firmaron un convenio de paz, dejándole en libertad. Bayono emprendió nuevos actos contra la Corona española, lo que le llevó a ser apresado por Pedro de Ursua, junto a otros 300 de sus hombres. Bayano fue enviado por el presidente de Panamá al virrey del Perú, quien le recibió con curiosidad por ver quién y cómo era el hombre que se había mantenido por tanto tiempo en oposición a las autoridades. Le envió a España donde permaneció hasta el fin de sus días en la ciudad de Sevilla. La desaparición de Bayano no consiguió desmontar las rebeliones y huidas hacia los palenques del monte, como ocurrió en las regiones cercanas a Nombre de Dios y Chepo. 